# Alberta
L'Alberta (AFI: /ælˈbɜːrtə/) è una provincia del Canada occidentale, sul versante est delle Montagne Rocciose, confinante con il Montana (USA) a sud, la Columbia Britannica ad ovest, i Territori del Nord-Ovest a nord ed il Saskatchewan ad est. È entrata a far parte della confederazione nel 1905.
È una delle uniche due province senza sbocco sul mare del Canada (l'altra è il Saskatchewan) e la quarta più grande per area e popolazione. La capitale è Edmonton, mentre Calgary è la sua città più grande.
Lo Stato di Alberta prende il nome dalla Principessa Luisa Carolina Alberta (1848-1939), quarta figlia della Regina Vittoria. La Principessa Luisa era la moglie di John Campbell IX Duca di Argyll e Marchese di Lorne, Governatore Generale del Canada (1878-1883). Anche il Lago Louise e il Monte Alberta furono chiamati così in suo onore. Il nome "Alberta" è una forma latinizzata femminile di Albert, il nome del padre della Principessa Luisa, il Principe Consorte Alberto di Sassonia Coburgo Gotha.
Il sistema economico dell'Alberta si basa principalmente su idrocarburi, industrie petrolchimiche, allevamento e agricoltura, settori diventati anche parte dell'identità provinciale.
Prima di entrare a far parte del Canada, l'Alberta è stata la patria di diverse Prime Nazioni come Plain Indians e Woodland Cree. Era anche un territorio utilizzato dai commercianti di pellicce.
L'Alberta è rinomata per la sua bellezza naturale, la ricchezza di fossili e per ospitare importanti riserve naturali. L'Alberta ospita sei siti dichiarati Patrimonio dell'Umanità dall'UNESCO.

## Geografia fisica

### Geografia fisica

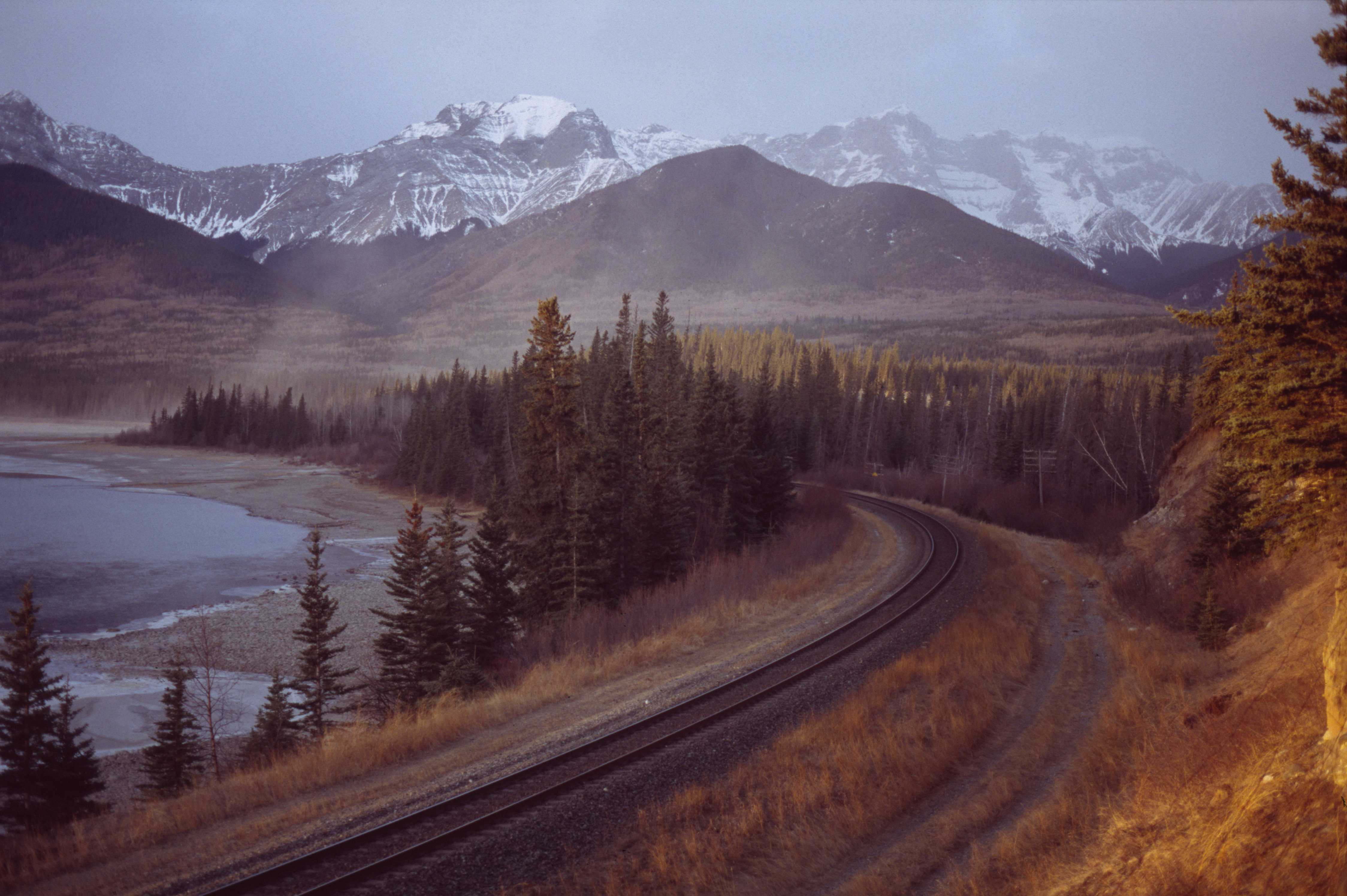
La ferrovia lungo il fiume Athabasca, presso il Brule Lake in Alberta, Canada

L'Alberta, situata nel Canada Occidentale, si estende su una superficie di 661190 km². A sud confina con lo Stato statunitense del Montana lungo il 49º parallelo, verso Est confina con la provincia del Saskatchewan lungo il 110º meridiano. A Ovest sono le vette delle Montagne Rocciose Canadesi a delimitare il confine con la Columbia Britannica, lungo lo spartiacque continentale delle Americhe fino a raggiungere il 120º meridiano che viene seguito poi verso Nord fino ad intersecarsi al 60º parallelo che segna il confine con i Territori del Nord-Ovest.

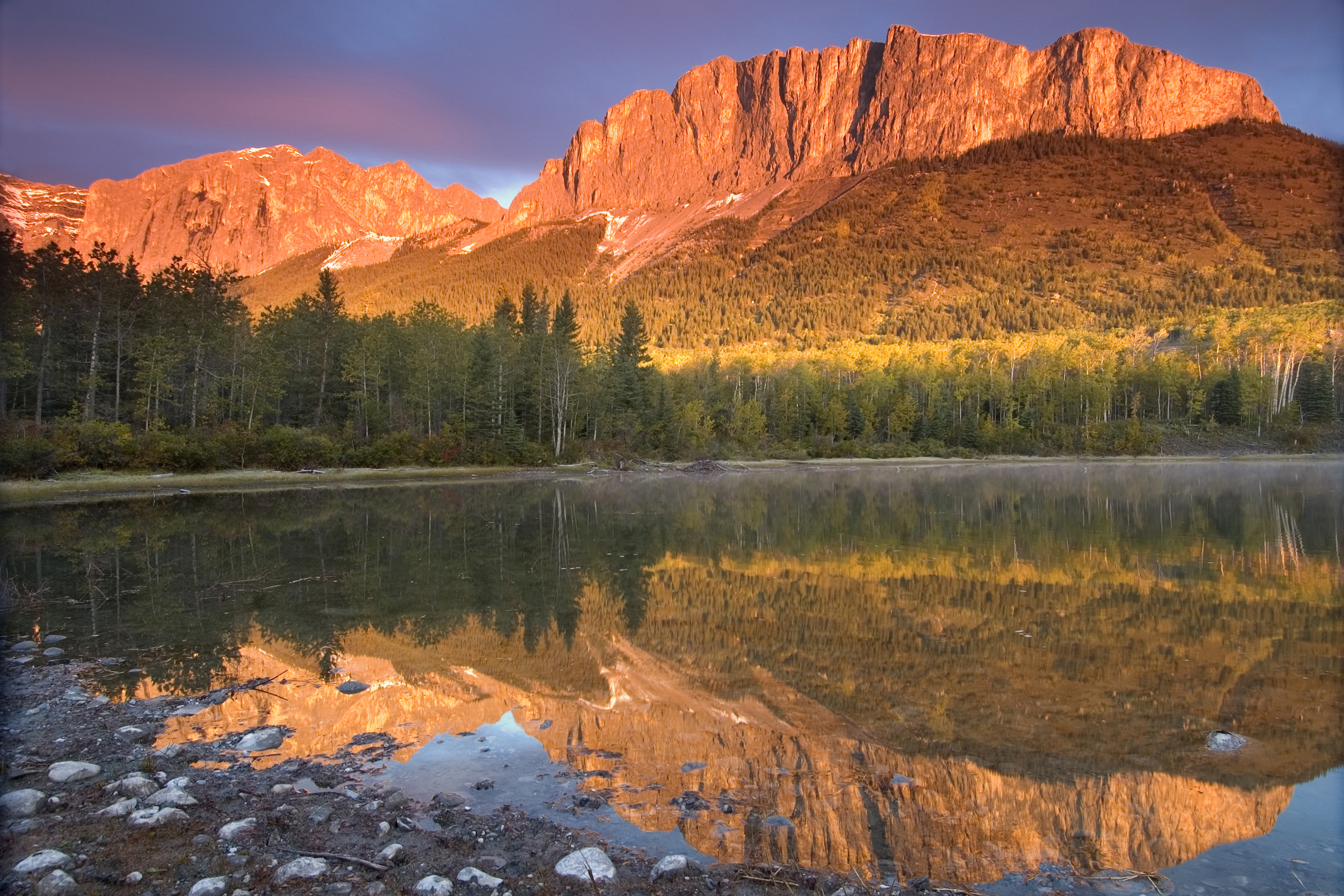
Monte Yamnuska

Fatta eccezione per la regione sud-orientale, l'Alberta presenta un territorio sufficientemente umido, solcato da grandi fiumi e costellato da una miriade di piccoli laghi. Esistono anche tre laghi di dimensione ragguardevoli. Il più vasto è il Lago Athabasca (7898 km²) che sconfina in parte nel Saskatchewan. A Ovest di questo bacino c'è il Lago Claire (1436 km²). A Nord-Ovest di Edmonton c'è il Piccolo Lago degli Schiavi (1168 km²).
L'Alberta corre da nord verso sud per 1200 km e da est verso ovest per 600, e il clima è fortemente influenzato da queste dimensioni geografiche. A questo si deve aggiungere che l'Alberta si presenta come un grande altipiano, le sue pianure sono poste tra i 1 000 metri sul livello del mare delle regioni meridionali e i 650 metri delle regioni più settentrionali. In più la catena delle Montagne Rocciose Canadesi dell'Ovest si presenta come un ulteriore elemento che condiziona il tempo atmosferico.
Le regioni settentrionali dell'Alberta sono in buona parte coperte dalla foresta boreale e paradossalmente presentano meno giorni di gelo rispetto alle regioni del Sud-Est dove il clima è semi-arido e con temperature molto più estreme (comprese tra i −35 °C e i 38 °C tra inverno ed estate). I territori centrali e orientali invece presentano climi più miti.
L'Alberta è una delle due sole province canadesi (l'altra è il vicino Saskatchewan) a non possedere sbocchi sul mare. La cima più elevata è il Monte Robson a 3954 m s.l.m.. Il capoluogo è Edmonton, altra città importante è Calgary. Il fiore della provincia è la rosa selvatica, mentre l'uccello è il gufo dal grande corno (Bubo virginianus). Come scritto nello stemma, il motto è Fortis et Liber.

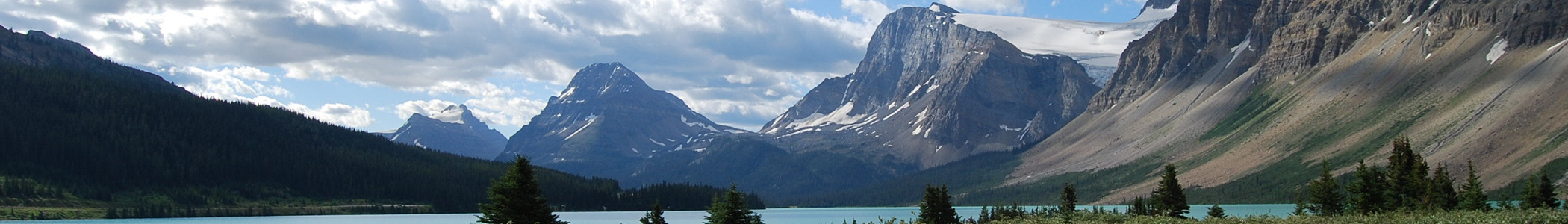
Banff National Park

### Clima
L'Alberta si estende per oltre 1.200 km (750 miglia) da nord a sud; il suo clima, quindi, varia considerevolmente. Le temperature medie elevate di gennaio vanno da 0 °C nel sud-ovest a -24 °C nell'estremo nord. La presenza delle Montagne Rocciose l'influenza anche il clima a sud-ovest, che interrompe il flusso dei venti prevalenti occidentali e fa sì che la maggior parte della loro umidità scenda sui versanti occidentali delle catene montuose prima di raggiungere la provincia, gettando un'ombra di pioggia sulla gran parte dell'Alberta. La posizione settentrionale e l'isolamento dai sistemi meteorologici dell'Oceano Pacifico fanno sì che l'Alberta abbia un clima secco con poca moderazione dall'oceano.
L'Alberta settentrionale è per lo più coperta da foresta boreale e ha un clima subartico. L'area agricola dell'Alberta meridionale ha un clima steppico semiarido perché le precipitazioni annuali sono inferiori all'acqua che evapora o viene utilizzata dalle piante. L'angolo sud-orientale dell'Alberta, parte del Triangolo Palliser, è caratterizzato da una calura estiva maggiore e precipitazioni inferiori rispetto al resto della provincia e, di conseguenza, soffre di frequenti problemi di resa dei raccolti e occasionali gravi siccità. L'Alberta occidentale è protetta dalle montagne e gode delle temperature miti portate dai venti invernali chinook. Il centro e le parti dell'Alberta nord-occidentale nella regione del fiume Peace sono in gran parte un parco di pioppi tremuli, un bioma di transizione tra la prateria a sud e la foresta boreale a nord. Alberta ha un clima continentale umido con estati calde e inverni freddi. La provincia è aperta ai freddi sistemi climatici artici del nord, che spesso producono condizioni invernali fredde. Poiché i fronti tra le masse d'aria si spostano da nord a sud attraverso l'Alberta, la temperatura può cambiare rapidamente. Le masse d'aria artiche in inverno producono temperature minime estreme che variano da -54 °C nell'Alberta settentrionale a -46 °C nell'Alberta meridionale, sebbene le temperature a questi estremi siano rare.
In estate, le masse d'aria continentali hanno prodotto temperature massime record da 32 °C in montagna a oltre 40 °C nell'Alberta sudorientale. L'Alberta è una provincia soleggiata. I totali annuali di sole splendente variano da 1.900 fino a poco meno di 2.600 ore all'anno. L'Alberta settentrionale riceve circa 18 ore di luce diurna in estate. Le temperature medie diurne variano da circa 21 °C nelle valli delle Montagne Rocciose e nell'estremo nord, fino a circa 28 °C nella prateria secca del sud-est. Le parti settentrionale e occidentale della provincia subiscono precipitazioni più elevate e tassi di evaporazione inferiori causati dalle temperature estive più fresche. Le porzioni centro-meridionali e centro-orientali sono soggette a condizioni di siccità che a volte persistono per diversi anni, sebbene anche queste aree possano ricevere forti precipitazioni, a volte con conseguente allagamento.
In inverno, il clipper dell'Alberta, un tipo di tempesta invernale intensa e in rapido movimento che generalmente si forma sopra o vicino alla provincia e, spinto a grande velocità dalla corrente a getto polare continentale, discende sul resto del Canada meridionale e sul livello settentrionale del gli Stati Uniti. Nell'Alberta sud-occidentale, gli inverni freddi sono spesso interrotti da venti caldi chiamati Chinook e secchi che soffiano dalle montagne, che possono spingere le temperature verso l'alto da condizioni gelide a ben al di sopra del punto di congelamento in un periodo molto breve. Durante un chinook registrato a Pincher Creek, le temperature sono aumentate vertiginosamente da -19 a 22 °C in una sola ora. La regione intorno a Lethbridge ha il maggior numero di chinook, con una media di 30-35 giorni di chinook all'anno. Calgary ha una probabilità del 56% di un Natale bianco, mentre Edmonton ha una probabilità dell'86%.Dopo il Saskatchewan, l'Alberta subisce il maggior numero di tornado in Canada con una media di 15 verificati all'anno. I temporali, alcuni dei quali violenti, sono frequenti in estate, soprattutto nell'Alberta centrale e meridionale. La regione che circonda il corridoio Calgary-Edmonton è nota per avere la più alta frequenza di grandine in Canada, causata dal sollevamento orografico dalle vicine Montagne Rocciose, migliorando il ciclo di corrente ascensionale/discesa necessario per la formazione della grandine.

## Storia

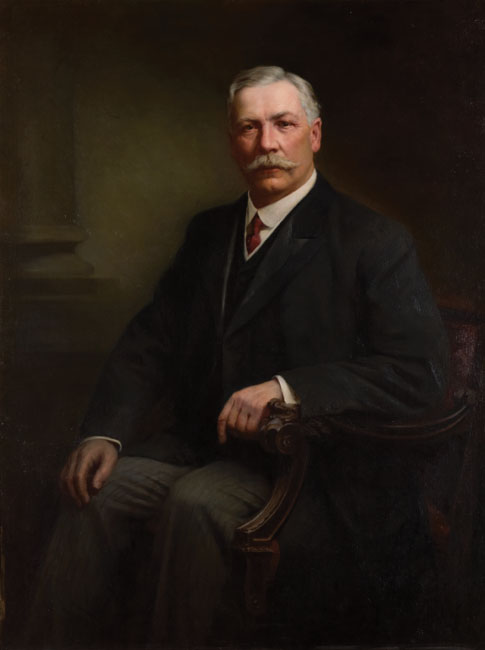
Alexander Cameron Rutherford, il premier dell'indipendenza (1905)

La regione oggi compresa nell'Alberta era già abitata da popolazioni indigene parecchio tempo prima dell'arrivo degli europei. I nativi erano distribuiti in diverse tribù tra cui Assiniboine, Piedi Neri e Cree.
Nel 1670 la Compagnia della Baia di Hudson ottenne il permesso per lo sfruttamento commerciale delle pelli e la caccia nella regione dell'odierna Alberta che al tempo faceva parte dell'immenso territorio denominato Terra di Rupert.
Buona parte della regione però rimase totalmente inesplorata, se si eccettuano piccole comunità situate nel Nord-Ovest fondate con l'arrivo dei francesi approssimativamente a partire dal 1731, come Lac La Biche e Bonnyville o Fort La Jonquière nel 1752 dove oggi sorge Calgary.
Si deve attendere il 1754 per avere una timida penetrazione nel territorio, quando la Compagnia della Baia di Hudson mandò Antony Henday con l'obbiettivo di intessere le prime relazioni di natura commerciale con i nativi della regione. Una compagnia concorrente, la Compagnia del Nord-Ovest, nel 1778 costruì alcuni forti e stazioni commerciali, ma abbandonò l'area meno di 50 anni più tardi, nel 1821. Fra i primi esploratori di queste terre vanno menzionati Peter Pond per la regione di Athabasca che fondò Fort Athabasca sempre nel 1778.
Edmonton fondata nel 1795 fu tra i primi insediamenti che divennero permanenti. Parte rilevante nell'esplorazione della regione deve essere ascritta ai missionari cattolici che dal 1840 in poi tentarono l'espansione. Fra i primi Robert Rundle tra il 1840 e il 1848. Nel 1843 venne fondata una missione a Lac Claire.
Un ulteriore contributo all'esplorazione e alla colonizzazione venne dato da Roderick Mackenzie che fondò Fort Chipewyan nel 1888, e soprattutto a suo cugino Sir Alexander Mackenzie che scoprì parte del fiume North Saskatchewan e raggiunse il Lago Athabasca. Da qui scoprì le sorgenti del fiume Peace, nel tentativo di aprirsi una strada verso l'Oceano Pacifico.
Nel 1870 la Compagnia della Baia di Hudson trasferì il controllo della Terra di Rupert al governo britannico che subito la cedette al Canada. La Terra di Rupert venne così incorporata in quelli che vennero chiamati Territori del Nord-Ovest. Da questa immensa regione, 12 anni più tardi, il governo canadese creò nuovi distretti: Assiniboia, Athabasca, Saskatchewan e Alberta per l'appunto.
Una notevole spinta alla colonizzazione fu offerta dall'arrivo della ferrovia. La Canadian Pacific Railway che avrebbe collegato Montréal a Vancouver raggiunse Calgary nel 1883. E la regione vide di conseguenza arrivare migliaia di nuovi immigrati ogni anno, attratti dalla promessa del governo canadese di nuove terre.
Negli anni novanta dell'Ottocento venne ridisegnata l'intera regione: l'Athabasca e una piccola porzione dell'Assiniboia vennero fuse all'Alberta dando definitivamente forma a confini rimasti inalterati fino ai giorni nostri.
Solo nel 1905 l'Alberta, dopo una lunga campagna autonomista, assunse lo status di “provincia” con la nomina di Alexander Cameron Rutherford come premier.

## Economia

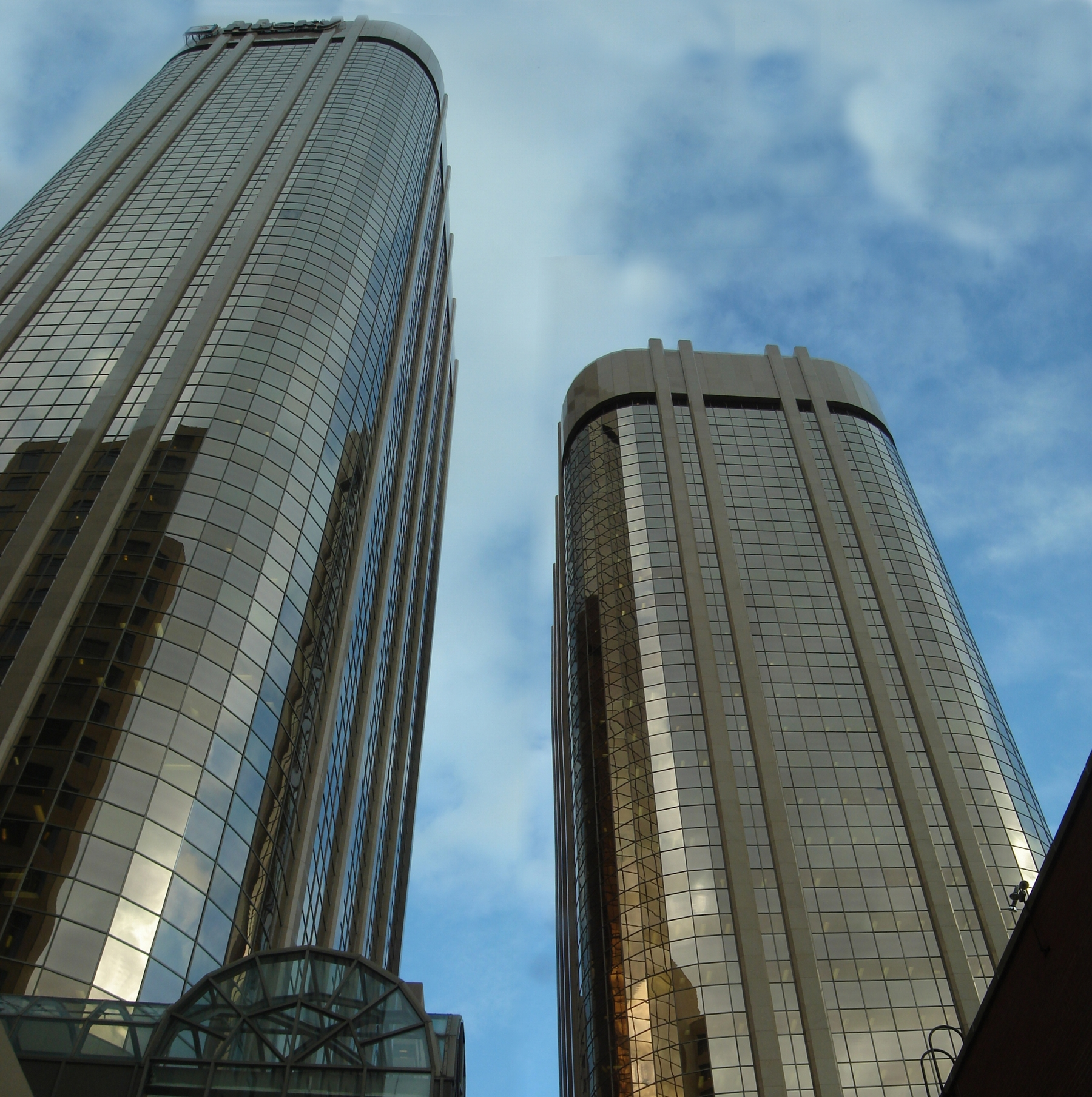
Western Canada Place a Calgary.

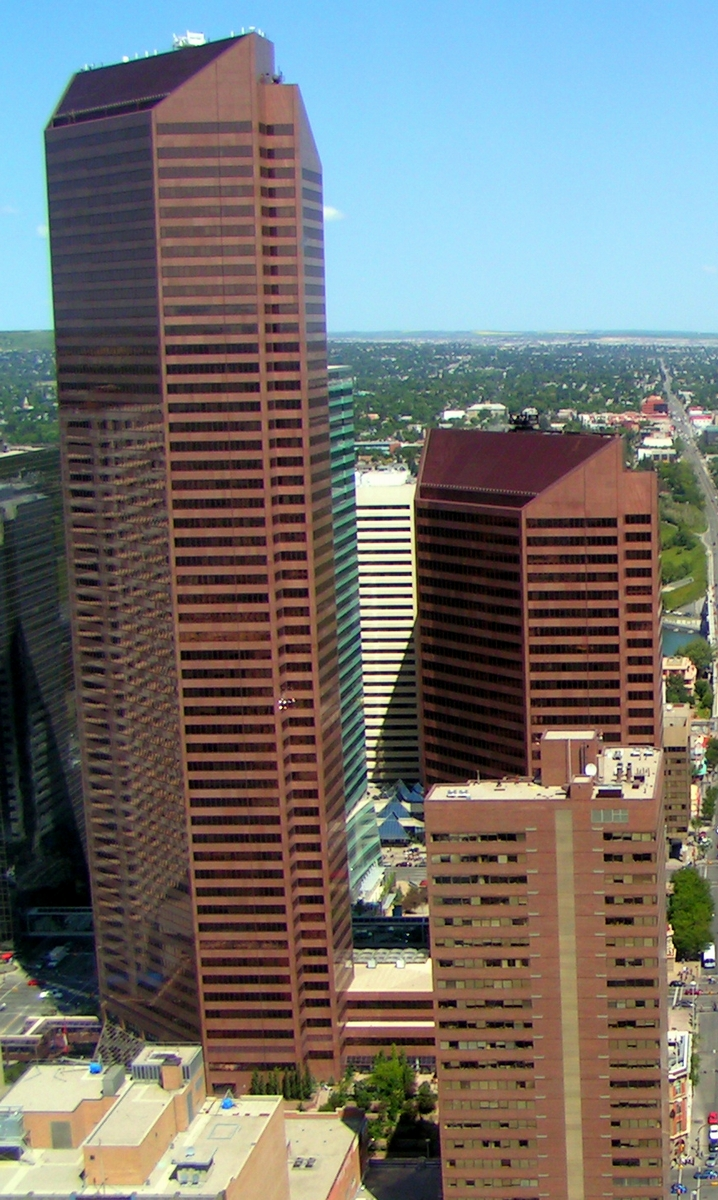
I grattacieli del Petro-Canada a Calgary

Per tutti i primi decenni del Novecento l'Alberta, pur attirando sempre nuovi coloni, rimase una provincia rurale e poco industrializzata, fortemente dipendente dal settore primario. In questo periodo risentì fortemente delle perturbazioni internazionali, come l'entrata del Canada nella prima guerra mondiale nel 1914 e successive fasi di recessione degli anni '20 culminante con la Grande Recessione del 1929. L'economia non riuscì a diversificarsi e rimase prettamente agricola.
A partire dal 1939 prese il via una fase di relativa prosperità conseguente all'inizio della seconda guerra mondiale. Alcune città si industrializzarono attirando nuova popolazione. L'economia di guerra vide partire da questa provincia ingenti quantitativi di armi e derrate alimentari con destinazione la Gran Bretagna.
Ma la vera svolta fu la scoperta di grandi riserve petrolifere a Leduc nei pressi di Edmonton nel 1947 che accelerò fortemente l'industrializzazione, tanto che nel 1954 il settore secondario aveva già superato l'agricoltura come fonte di reddito. Da allora il flusso migratorio si accentuò, così come l'urbanizzazione della provincia. Basti pensare che ancora nel 1945 la popolazione urbana delle due principali città, Edmonton e Calgary, s'attestava intorno al 25% del totale dell'Alberta, vent'anni più tardi sarebbe stata oltre il 50%, per sfiorare nel 2000 il 70%.
Negli anni sessanta e settanta vennero fatte nuove e importanti scoperte nel campo minerario ed energetico. Vennero trivellati nuovi pozzi, e si scoprirono ingenti riserve di gas naturale. L'estrazione del carbone ottenne nuova linfa dalle esportazioni, soprattutto verso il Giappone.
Negli anni '70 iniziò anche una diversificazione economica. Calgary divenne il principale centro finanziario del Canada Occidentale e pure il turismo si rivelò come uno dei motori della crescita, culminando nel 1988 con i Giochi olimpici invernali.
Oggi l'economia dell'Alberta è indubbiamente fra le più forti e fiorenti di tutte le province del Canada, supportata sicuramente da un'importantissima industria petrolifera, sia estrattiva che di raffinazione. Se qui hanno sede grandi raffinerie e impianti petrolchimici è indubbio che nell'Alberta ad alto livello convivano anche una sviluppata agricoltura e industrie ad altissimo contenuto tecnologico. L'Alberta si caratterizza pertanto per un Pil pro capite fra i più alti di tutto il Nord America e del mondo, tanto che nel 2006 era ben il 56% più elevato della media canadese, con il più ampio divario mai registrato da una provincia sulla media nazionale di tutta la storia del Canada.
L'alto tenore di vita poi si accompagna anche ad uno spiccato livello di libertà economica.
In quello che passa sotto il nome di Corridoio Calgary-Edmonton si concentra oltre il 70% della popolazione dell'Alberta e lo rende fra le aree più altamente urbanizzate ed industrializzate del Canada se si pensa che le due città distano meno di 400 km l'una dall'altra. Nel 2001 la popolazione del corridoio era di oltre 2 150 000.
L'Alberta è considerata il 2° esportatore mondiale di gas naturale e il 4° produttore, ma anche l'agricoltura riveste un ruolo non certo secondario nell'economia della provincia. Sono presenti oltre 3 000 000 di capi di bestiame che forniscono carne esportata in tutto il mondo, di primaria importanza sono anche le estese coltivazioni di frumento e cerealicole in genere. Le vastissime foreste settentrionali alimentano una consistente industria legata al legname.

## Società

### Evoluzione demografica
Per tutto il corso del XX secolo la provincia di Alberta ha conosciuto una costante e decisa crescita demografica, soprattutto se paragonata a quella delle altre province canadesi.
Vari fattori hanno contribuito in questo senso, soprattutto l'alto dinamismo economico che ha attirato immigrazione dall'estero e dalle altre province del Canada. Basti pensare che all'inizio del XX secolo la provincia era pressoché disabitata e contava non più di 73 000 abitanti. In poco più di cento anni, nel 2006 precisamente, questa cifra era salita a 3 375 000 abitanti, con una popolazione urbana dell'81% (lasciando solo un 19% a quella rurale).
L'area più densamente popolata è quella compresa tra le città di Calgary e di Edmonton che rappresenta anche una delle aree più urbanizzate dell'intero territorio canadese.

### Città

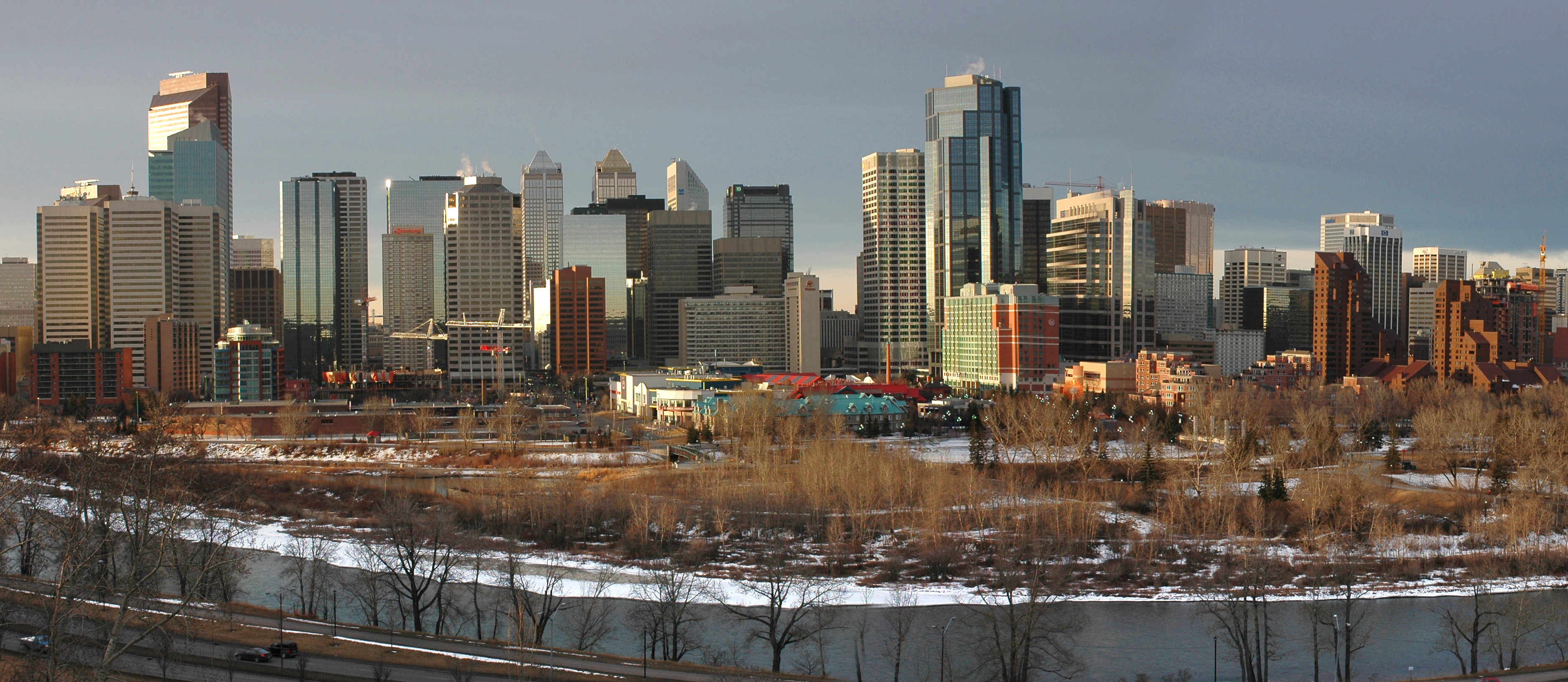
Calgary

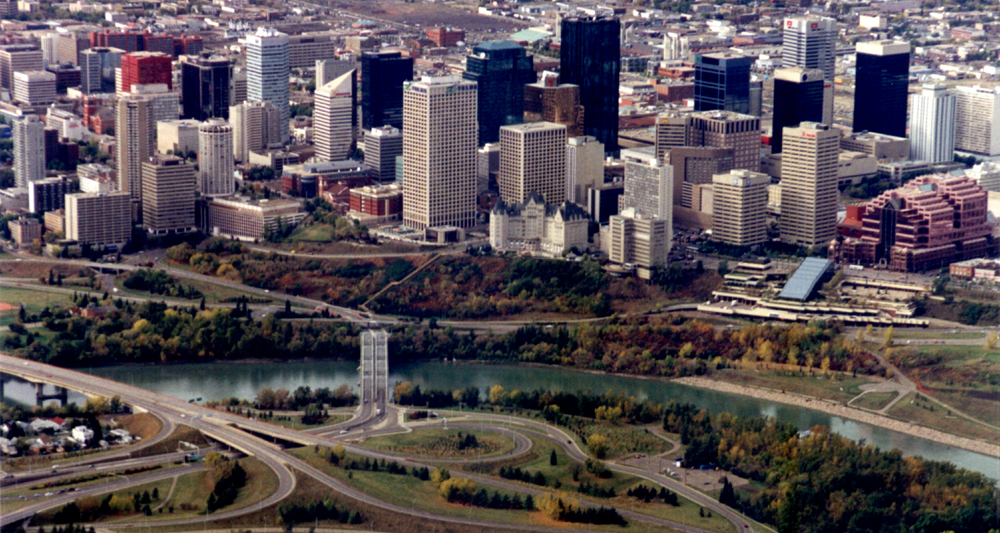
Edmonton

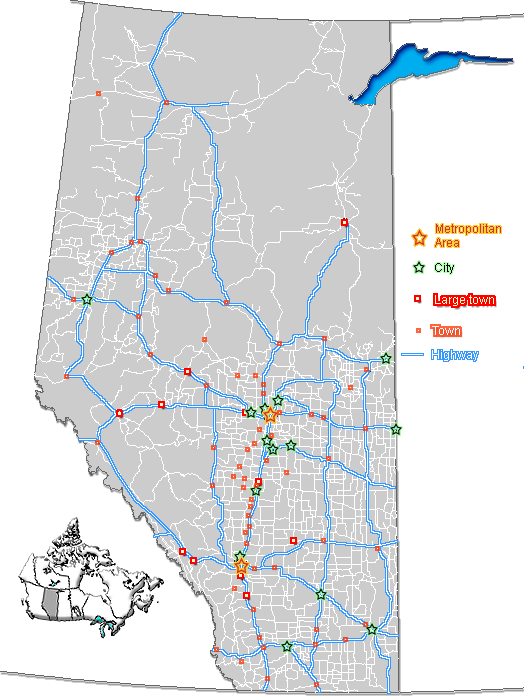
Strade e città dell'Alberta

Una municipalità per essere considerata città nell'Alberta deve possedere una popolazione di almeno 10 000 abitanti e un nucleo urbano sufficientemente raggruppato. Qui sono riportate in ordine di grandezza
| Le città                                      | Pop. 2006 | Area km² | Densità |
| --------------------------------------------- | --------- | -------- | ------- |
| Calgary                                       | 991 759   | 701,49   | 1 413   |
| Edmonton                                      | 712 391   | 683,88   | 1 042   |
| Fort McMurray                                 | 66 500    | 60,90    | 1 362   |
| Red Deer                                      | 82 971    | 60,90    | 1 362   |
| Lethbridge                                    | 78 713    | 121,83   | 646     |
| Saint Albert (area metropolitana di Edmonton) | 56 310    | 34,61    | 1 627   |
| Medicine Hat                                  | 56 048    | 111,99   | 500     |
| Grande Prairie                                | 44 631    | 60,42    | 739     |
| Airdrie (area metropolitana di Calgary)       | 29 035    | 21,48    | 1 352   |
| Spruce Grove (area metropolitana di Edmonton) | 18 405    | 26,40    | 697     |
| Camrose                                       | 15 850    | 25,85    | 613     |
| Leduc                                         | 15 630    | 36,97    | 423     |
| Lloydminster                                  | 15 487    | 24,19    | 640     |
| Fort Saskatchewan                             | 14 685    | 45,30    | 324     |
| Brooks                                        | 11 604    | 17,46    | 664     |
| Cold Lake                                     | 11 595    | 59,30    | 196     |
| Wateskiwin                                    | 11 154    | 15,83    | 705     |

L'Alberta possiede un totale di 111 piccole cittadine (towns), ma che sommate raggiungono una popolazione totale di 406 000 abitanti.
Le towns sono formate da comunità con una popolazione superiore ai 1 000 abitanti. Quando viene oltrepassata la soglia dei 10 000 abitanti viene richiesto il cambio di status da town a city.
Athabasca, Banff, Barrhead, Bashaw, Bassano, Beaumont, Beaverlodge, Bentley, Black Diamond, Blackfalds, Bon Accord, Bonnyville, Bow Island, Bowden, Bruderheim, Calmar, Canmore, Cardston, Carstairs, Castor, Chestermere, Claresholm, Coaldale, Coalhurst, Cochrane, Coronation, Crossfield, Crowsnest Pass, Municipality of, Daysland, Devon, Didsbury, Drayton Valley, Drumheller, Eckville, Edson, Elk Point, Fairview, Falher, Fort Macleod, Fox Creek, Gibbons, Grande Cache, Granum, Grimshaw, Hanna, Hardisty, High Level, High Prairie, High River, Hinton, Innisfail, Irricana, Killam, Lac La Biche, Lacombe, Magrath, Manning, Mayerthorpe, McLennan, Milk River, Millet, Morinville, Mundare, Nanton, Okotoks, Olds, Onoway, Oyen, Peace River, Penhold, Picture Butte, Pincher Creek, Ponoka, Provost, Rainbow Lake, Raymond, Redcliff, Redwater, Rimbey, Rocky Mountain House, Sedgewick, Sexsmith, Slave Lake, Smoky Lake, Spirit River, St. Paul, Stavely, Stettler, Stony Plain, Strathmore, Sundre, Swan Hills, Sylvan Lake, Taber, Three Hills, Tofield, Trochu, Turner Valley, Two Hills, Valleyview, Vauxhall, Vegreville, Vermilion, Viking, Vulcan, Wainwright, Wembley, Westlock, Whitecourt.

### Religione
- Cristiani: 2 099 435 (71,4%)
  - Protestanti: 1 145 460 (38,9%)
    - Chiesa Unita: 396 065 (13,5%)
    - Luterani: 142 530 (4,8%)
    - Battisti: 73 640 (2,5%)
    - Mormoni: 50 580 (1,7%)
    - Pentecostali: 42 615 (1,4%)
    - Presbiteriani: 29 200 (1,0%)
    - Altri Protestanti: 238 400 (8,1%)

  - Cattolici: 786 360 (26,7%)
    - Cattolici Romani: 756 005 (25,7%)
    - Cattolici Ucraini: 28 750 (1,0%)
    - Altri Cattolici: 1 605 (0,1%)

  - Anglicani: 172 430 (5,9%)
  - Ortodossi: 44 475 (1,5%)
  - Altri Cristiani: 123 140 (4,2%)
- Musulmani: 49 040 (1,7%)
- Buddhisti: 33 410 (1,1%)
- Altro: 64 425 (2,2%)
- Atei e agnostici: 694 840 (23,6%)

### Etnie e minoranze straniere
Note: Questa statistica rappresenta la singola risposta (ad es., "tedesco") o la multipla (ad es., "in parte cinese, in parte inglese") al censimento canadese del 2001,. "Canadese" non è necessariamente associato a un gruppo etnico o razziale, ma semplicemente identificazione di canadese, senza alcuna definizione etnica.
| Origine Etnica | Popolazione | Percentuale |
| -------------- | ----------- | ----------- |
| Canadesi       | 813 485     | 27,66%      |
| Inglesi        | 753 190     | 25,61%      |
| Tedeschi       | 576 350     | 19,60%      |
| Scozzesi       | 556 575     | 18,92%      |
| Irlandesi      | 461 065     | 15,68%      |
| Francesi       | 332 675     | 11,31%      |
| Ucraini        | 285 725     | 9,71%       |
| Olandesi       | 149 225     | 5,07%       |
| Amerindi       | 144 040     | 4,90%       |
| Polacchi       | 137 625     | 4,68%       |
| Norvegesi      | 120 045     | 4,08%       |
| Cinesi         | 108 050     | 3,67%       |
| Svedesi        | 78 565      | 2,67%       |
| Italiani       | 67 655      | 2,30%       |
| Meticci        | 63 620      | 2,16%       |
| Russi          | 62 750      | 2,13%       |
| Indiani        | 61 180      | 2,08%       |
| Gallesi        | 59 470      | 2,02%       |
| Danesi         | 50 465      | 1,72%       |
| Statunitensi   | 49 875      | 1,70%       |
| Ungheresi      | 41 535      | 1,41%       |
| Filippini      | 36 235      | 1,23%       |

Fonte: Statistics Canada

## Ecologia

### Fauna
Le tre regioni climatiche dell'Alberta (quella alpina, delle foreste e delle praterie) sono l'habitat naturale di molte specie animali. Le grandi praterie sono state nel passato i territori incontrastati del bisonte, ma la popolazione di milioni di esemplari è stata fortemente decimata nel periodo delle prime colonizzazioni. Solo recentemente il loro numero è in ripresa, soprattutto all'interno dei grandi parchi.

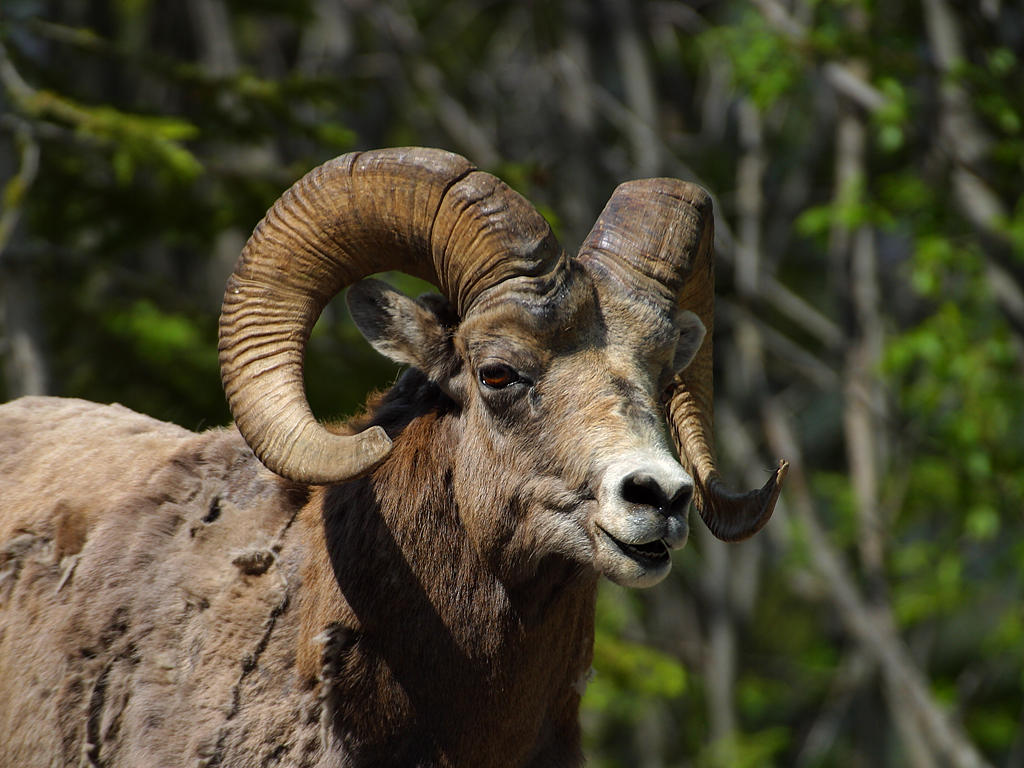
Il bighorn, simbolo della fauna dell'Alberta

Nell'Alberta vivono anche grandi carnivori, quali l'orso grizzly e l'orso nero americano, soprattutto nelle regioni montuose e delle grandi foreste boreali. A questi si affiancano carnivori di dimensioni più ridotte, quali coyote, lupo, volpe, lince canadese e leone di montagna.
Gli erbivori sono diffusi in tutta la provincia. Alci e cervi prevalentemente nel Nord, il muflone e la capra di montagna sulle Montagne rocciose, conigli, istrici, scoiattoli, e molte specie di roditori e rettili un po' in tutto il territorio dell'Alberta.
L'Alberta centro-settentrionale è la regione poi degli uccelli migratori: anatre, oche e cigni sugli altri. Abbondanti anche aquile, falchi, gufi e corvi.
Anfibi e diverse varietà di pesci popolano poi gli svariati corsi d'acqua.

## Sport

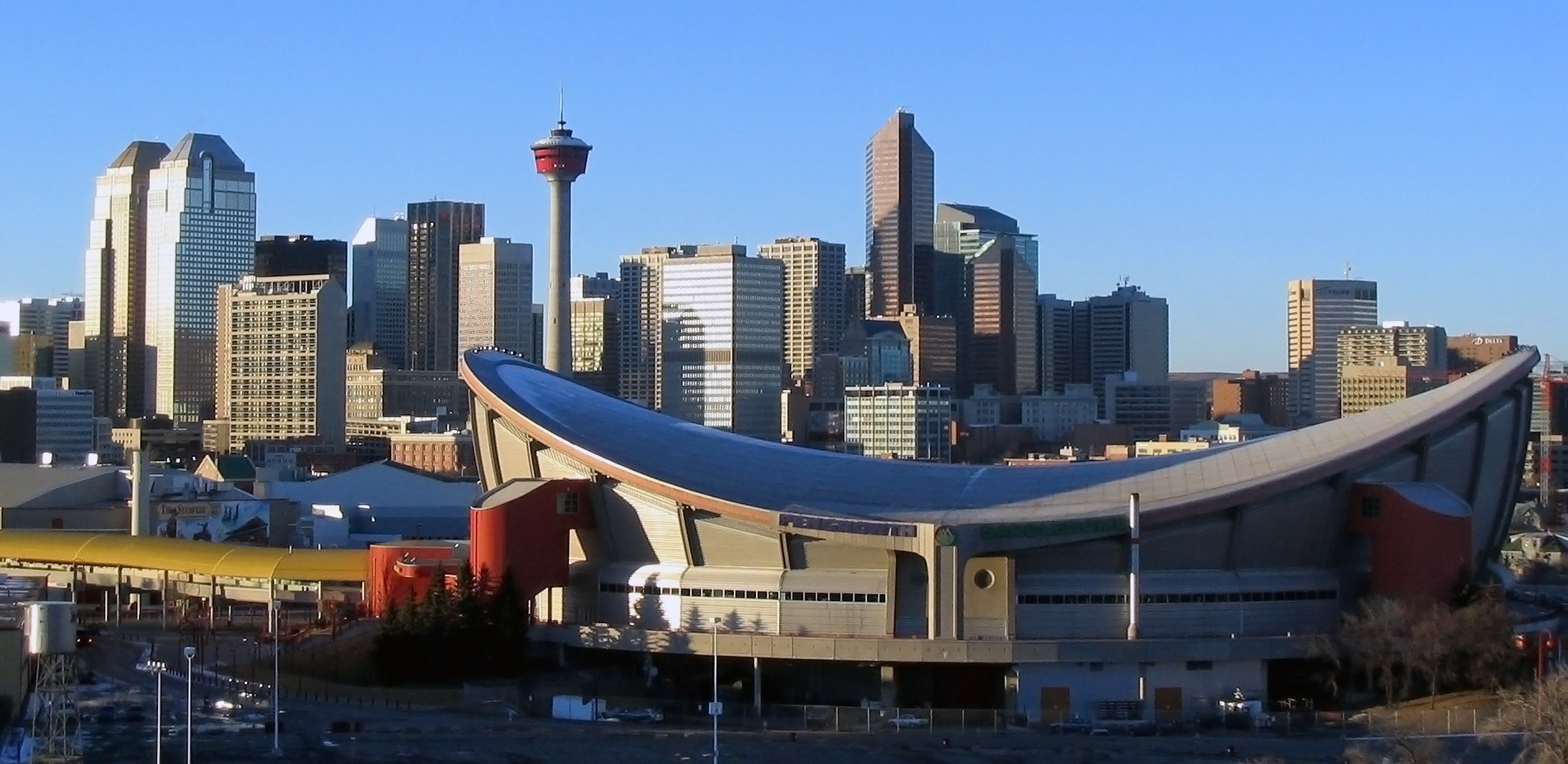
Lo stadio del ghiaccio di Calgary

Le franchigie dell'Alberta che partecipano al Big Four (le quattro grandi leghe sportive professionistiche statunitensi) sono:
- Calgary Flames, NHL
- Edmonton Oilers, NHL
- Calgary Roughnecks, NLL (lega non facente parte dei Big Four)
- Edmonton Rush, NLL (lega non facente parte dei Big Four)

### Football canadese
Per quanto riguarda la CFL, la lega professionistica del football canadese, le squadre dell'Alberta che ne fanno parte sono:
- Calgary Stampeders
- Edmonton Eskimos

### Calcio
Nella Canadian Premier League (CPL) o in francese Première Ligue Canadienne, le due squadre della provincia presenti sono:
- FC Edmonton (Edmonton)
- Cavalry FC (Calgary)